# Pasites rufipes
Pasites rufipes là một loài Hymenoptera trong họ Apidae. Loài này được Friese mô tả khoa học năm 1915.